# خوزه لوئیس تجادا سورزانو
خوزه لوئیس تجادا سورزانو (انگلیسی: José Luis Tejada Sorzano; زاده ۱۲ ژانویهٔ ۱۸۸۲ – درگذشته ۴ اکتبر ۱۹۳۸) سیاستمدار و وکیل اهل بولیوی بود. وی از ۱ دسامبر ۱۹۳۴ تا ۱۶ مه ۱۹۳۶ رئیس‌جمهور بولیوی بود. او آخرین رئیس‌جمهوری بود که عضو حزب لیبرال بود. تجادا سورزانو قبلا از ۱۹۳۱ تا ۱۹۳۴ پست بیست و سومین معاون رئیس‌جمهور بولیوی را بر عهده داشت.
خوزه لوئیس تجادا سورزانو در ۴ اکتبر ۱۹۳۸، در سن ۵۶ سالگی در تبعید در شیلی درگذشت.